# Satoru Nakajima
Satoru Nakajima (Okazaki, 23 de fevereiro de 1953) é um ex-piloto japonês de Fórmula 1.
Foi o primeiro piloto de sua nacionalidade a fazer uma temporada completa na categoria, graças ao pesado apoio da Honda, que o apoiou durante toda a carreira.

## Carreira

### Início e Fórmula 2 Japonesa
Começou a pilotar cedo, primeiro no carro de seu pai, e aos 16 anos começou a correr em karts. Em 1974, tornou-se campeão no Turismo japonês, a bordo de um Mazda. Três anos mais tarde, ganha a Formula Japan Series, e chega à Fórmula 2, onde ganha a sua primeira corrida, no ano seguinte. Em 1981, conquista o primeiro título na categoria. Repete o feito em 1982, 1984, 1985 e 1986, tornando-se um dos pilotos mais bem sucedidos no seu país.

## Primeiro japonês a disputar uma temporada completa de Fórmula 1

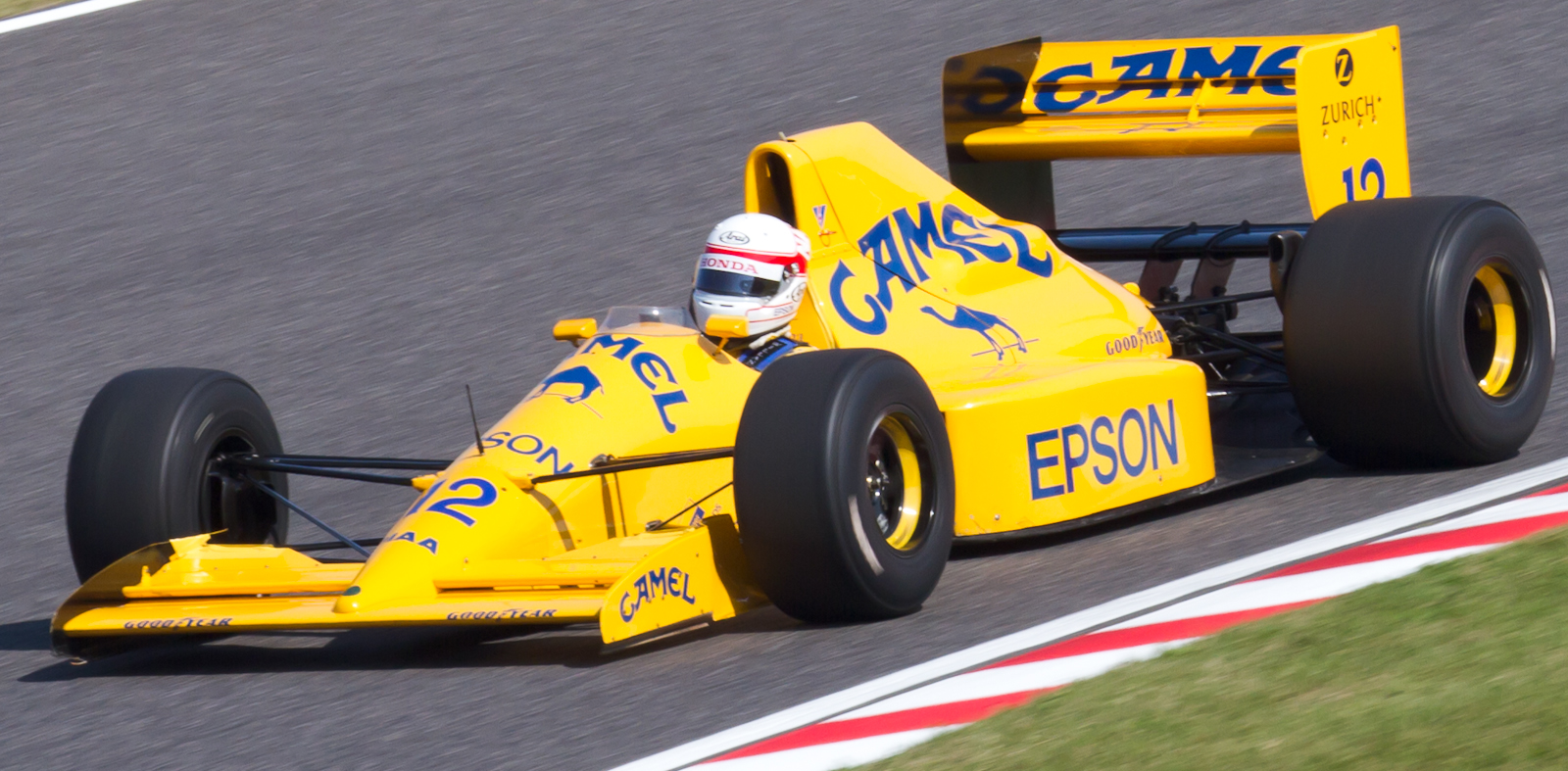
Nakajima pilota o Lotus 101 de antes do GP do Japão, em 2011.

No final de 1986, a Honda decide fornecer motores à equipe Lotus, pois a empresa também fornecia propulsores à Williams. Nakajima, que também era o piloto de testes oficial da Honda, foi convidado para ser companheiro do brasileiro Ayrton Senna para 1987, o que aceitou prontamente.
Em sua temporada inicial na Fórmula 1, Nakajima, que estreou já com 34 anos, tornou-se conhecido não só por ser o primeiro japonês a fazer uma temporada completa na categoria, mas também por ser o primeiro piloto que tinha um equipamento a bordo que captava o seu estilo de pilotagem durante todas as provas da temporada, algo que até então existia de um modo esporádico. Ao lado do francês François Hesnault, do inglês Derek Warwick e do escocês Johnny Dumfries, foi um dos pioneiros de algo que, hoje em dia, tornou-se bastante comum: as filmagens on-board.
Além disso, as suas performances foram dignas de respeito: apesar da idade avançada e de não conhecer a maioria das pistas em que iria correr, conquistou o primeiro ponto logo na sua segunda corrida (6º lugar no GP de San Marino). Foi na Grã-Bretanha, entretanto, onde ele colheu o seu melhor resultado do ano, chegando em 4º lugar. No final, ficou com 7 pontos e o 12º lugar na classificação.
No ano seguinte, a Lotus teve uma troca de brasileiros: Senna foi para a McLaren, dando lugar a Nelson Piquet. Porém, nada deu certo para o time, e Nakajima só conseguiu um ponto na prova inaugural, no Brasil. Fechou a temporada em 16º lugar.

## Saída da Lotus e a façanha no GP da Austrália
No final do ano, a Honda saiu da Lotus e a equipe teve que buscar motores Judd. A equipe de Colin Chapman estava na fase final de sua existência e tanto Piquet quanto Nakajima tentavam fazer o carro entrar nos 26 que participariam nas corridas. Nem sempre conseguiram largar em todas, mas na prova final, na Austrália, debaixo de forte chuva, o piloto japonês fez uma das melhores provas da sua vida, terminando em quarto lugar e fazendo a volta mais rápida. Os três pontos que tinha ganho naquele dia deram-lhe o 21º posto na classificação geral, com uma volta mais rápida, a segunda obtida por um japonês na história da F-1.

## Ida para a Tyrrell
Em 1990, assina com outra escuderia tradicional, a Tyrrell. A sua temporada foi um pouco melhor que a anterior, e os 3 pontos que conseguiu deram-lhe o 15º posto. No ano seguinte, a Honda veio em seu auxílio, ao fornecer motores para a equipe inglesa.

## O choque com Senna em Interlagos
Também em 1990, na volta da Fórmula 1 ao Autódromo de Interlagos - que contara agora com o novo S do Senna e outras modificações significativas no circuito - frustrou milhões de espectadores brasileiros quando envolveu-se em um acidente com Ayrton Senna, seu ex-companheiro de equipe na Lotus. O piloto brasileiro vinha liderando com folga, quando Nakajima cortou Senna durante uma manobra de ultrapassagem na freada do bico-de-pato.
O choque forçou Ayrton Senna a trocar o bico do carro nos boxes, perdendo pelo menos 40 segundos em pista, caindo para a terceira posição e deixando a vitória para seu rival Alain Prost. A primeira vitória de Senna em território brasileiro seria adiada para 1991.

## A despedida
Em seu último ano como piloto profissional, Nakajima não conseguiu mais do que um quinto lugar na prova de estreia, em Phoenix. Ele abandonou as pistas no chuvoso GP da Austrália, que marcou também a despedida de Nelson Piquet, que também foi companheiro de equipe do japonês na Lotus.

## Após a F-1
Após deixar a principal categoria do automobilismo, mesmo aposentado das pistas, continuou mantendo ligações com a Honda entre 1993 e 1994, na primeira tentativa da marca em voltar à competição através de uma equipe própria, como fizeram nos anos 60, sendo o seu piloto de testes.

## Dono de equipe
Depois de abandonar a carreira de piloto, Satoru decidiu  ser dono de equipe. Fundou a Nakajima Racing, onde descobriu alguns pilotos: o anglo-irlandês Ralph Firman, seus compatriotas Tora Takagi e Takashi Kogure, o holandês Tom Coronel, o alemão André Lotterer e o norte-irlandês Richard Lyons.

## Herdeiros
Kazuki Nakajima, filho mais velho de Satoru, disputou duas temporadas de F-1  (2008 e 2009), pela equipe Williams - já havia corrido o GP do Brasil de 2007 substituindo Alexander Wurz. Já Daisuke, seu filho mais novo, compete na Fórmula Nippon, assim como Kazuki competiu.

## Resultados de Satoru Nakajima na Fórmula 1
| Temporada                      | Equipe  | Vitórias | Pontos | Posição final |
| ------------------------------ | ------- | -------- | ------ | ------------- |
| Temporada de Fórmula 1 de 1987 | Lotus   | -        | 7      | 12º           |
| Temporada de Fórmula 1 de 1988 | Lotus   | -        | 1      | 16º           |
| Temporada de Fórmula 1 de 1989 | Lotus   | -        | 3      | 21º           |
| Temporada de Fórmula 1 de 1990 | Tyrrell | -        | 3      | 15º           |
| Temporada de Fórmula 1 de 1991 | Tyrrell | -        | 2      | 15º           |